# Sjøhus

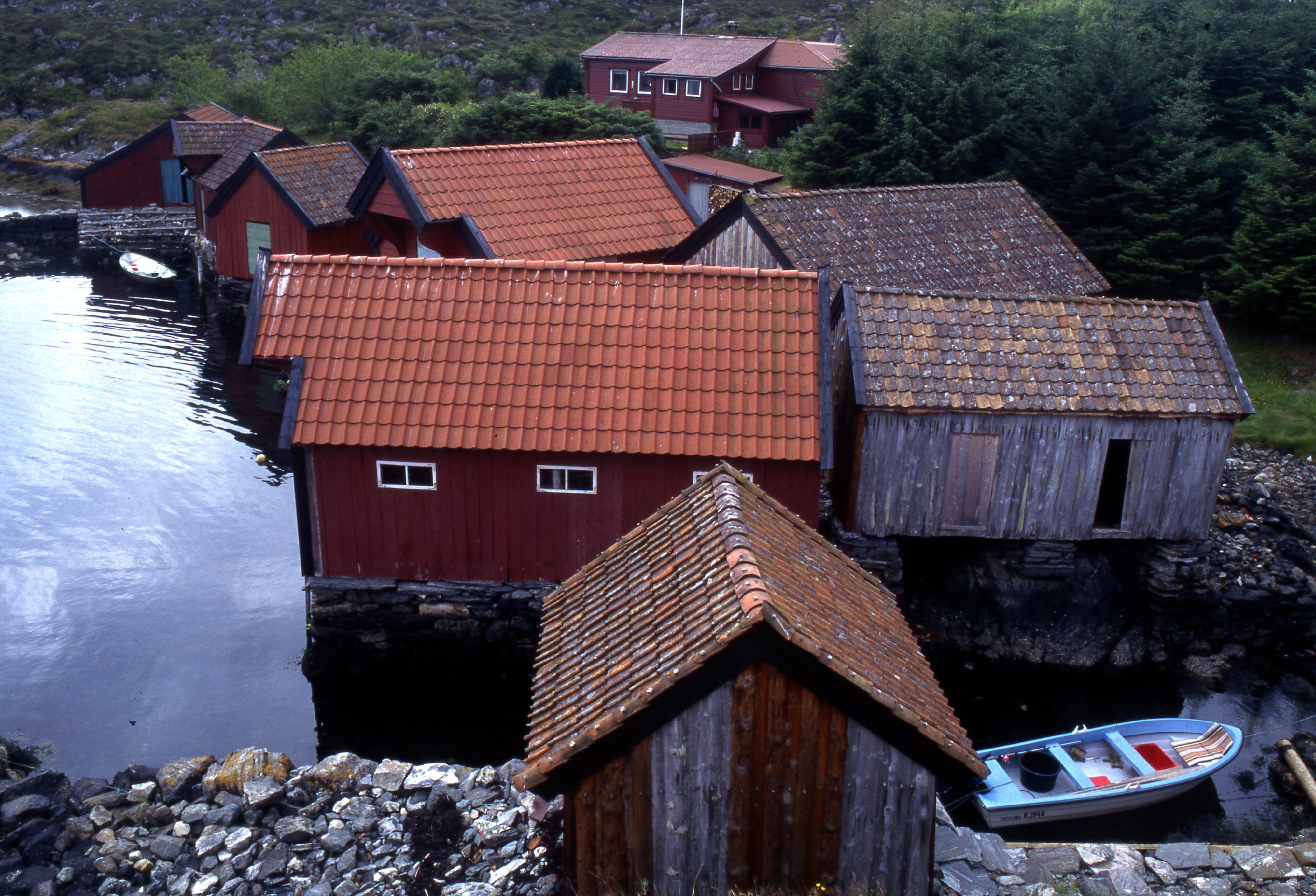
Esempi di sjøhus

Le sjøhus (letteralmente casa di mare) sono abitazioni tipiche utilizzate dai pescatori norvegesi, diffuse lungo la costa ed in particolare tradizionali delle isole Lofoten. Oggi hanno perso la loro funzione originaria e sempre più spesso fungono da alloggi per turisti.
Mentre i rorbu erano gli alloggi per i pescatori, le sjøhus erano poco più di squallide baracche costruite lungo il molo dei centri abitati ed erano adibite a capannoni per deposito delle merci e delle attrezzature. Erano una sorta di magazzini nei quali i pescatori lavoravano il pescato e, per comodità, non di rado mangiavano e dormivano. Al contrario dei rorbu, piccoli e tipicamente ad un solo piano, le sjøhus erano di grandi dimensioni, ripartite in tre o quattro piani.
Come i rorbu, erano costruzioni palafittiche, fabbricate in legno ma, al contrario dei primi, quasi mai dipinte di rosso, ma più spesso colorate di bianco o anche non dipinte.